# Ryan Paris
Fabio Roscioli, mer känd under artistnamnet Ryan Paris, född 12 mars 1953 i Rom, är en italiensk sångare, låtskrivare, musiker och skådespelare. 1983 nådde han internationell berömmelse när hans mest framgångsrika singel "Dolce Vita" släpptes. Låten hamnade på plats 5 i UK Singles Chart och topp tio-listan i flera andra europeiska länder. På Sverigetopplistan låg den åtta veckor med andra plats som bäst.

## Diskografi
Studioalbum
- 1984 – Ryan Paris

Singlar
- 1983 – "Dolce Vita"
- 1984 – "Fall in Love"
- 1984 – "Paris On My Mind"
- 1985 – "Harry's Bar"